# کونوپکی-یابوونگ
کونوپکی-یابوونگ (به لهستانی:  Konopki-Jabłoń) یک روستا در لهستان است که در گمینا زامبروو واقع شده‌است.